# Tragia wahlbergiana
Tragia wahlbergiana är en törelväxtart som beskrevs av David Prain. Tragia wahlbergiana ingår i släktet Tragia och familjen törelväxter. Inga underarter finns listade i Catalogue of Life.